# آرنیم ۸۰۵۵
سیارک ۸۰۵۵ (به انگلیسی: 8055 Arnim، نامگذاری:5004P-L) هشت هزار و پنجاه و پنجمین سیارک کشف شده‌است که در ۱۷ اکتبر ۱۹۶۰ کشف شد.
قدر مطلق سیارک برابر ۱۳٫۰۰ است.